# 68

68(육십팔)은 67보다 크고 69보다 작은 자연수다.

## 수학
- 합성수로, 그 약수는 1, 2, 4, 17, 34, 68이다. 진약수의 합은 58이므로 68은 부족수다.
- {\displaystyle 68=31+37}
  - 연속하는 두 소수(素數)의 합으로 나타낼 수 있으며, 이 성질을 지닌 앞의 수는 60, 다음 수는 78이다.
- {\displaystyle 68=2^{2}+8^{2}}
- 정68각형은 작도할 수 있다.

## 과학
- 어븀(Er)의 원자번호.
- NGC 68: 안드로메다자리 방향에 있는 렌즈형은하.

## 교통
- 고속도로
  - 주간고속도로 제68호선: 웨스트버지니아주 모건타운에서 메릴랜드주 핸콕(영어판)까지 이어지는 미국의 주간고속도로.
  - 유럽 고속도로 68호선: 헝가리 세게드에서 루마니아 브라쇼브까지 이어지는 유럽 고속도로.

- 국도 제68호선
  - 미국 68번 국도: 켄터키주 레이들랜드(영어판)에서 오하이오주 핀들레이 까지 이어지는 미국의 국도.

- 기타 도로
  - 현도 제68호선

## 군사
- U-68: 독일의 군용 잠수함. 제1차 세계 대전에 사용된 1915년제 모델(영어판)과 제2차 세계 대전에 사용된 1940년제 모델(영어판)이 있다.

## 나이 (만 68세)
- 미국의 제 9대 대통령 윌리엄 헨리 해리슨이 이 나이에 대통령이 되었다.

## 문화유산
- 대한민국의 국보 제68호: 청자 상감운학문 매병
- 대한민국의 보물 제68호: 경주 황남동 효자 손시양 정려비
- 대한민국의 사적 제68호: 강진 고려청자 요지

## 방송
- 스카이라이프의 씨네프 채널 번호.
- 지니 TV의 CNTV 채널 번호.
- B tv의 K스타 채널 번호.
- U+ TV의 하이라이트TV 채널 번호.
- LG헬로비전의 아시아N 채널 번호.
- B tv 케이블의 ENA 드라마 채널 번호.
- KT HCN의 코미디TV 채널 번호.

## 기타
- 날짜: 6월 8일
- 연도: 68년, 기원전 68년